# Molí Vermell
El molí Vermell és un edifici de Barberà del Vallès (Vallès Occidental), inclòs en l'Inventari del Patrimoni Arquitectònic de Catalunya.

## Història
L'expansió de les factures papereres, iniciada a principis del segle xvi, esdevingué intensificada d'una manera progressiva en el transcurs del segle xvii. La indústria paperera en el segle xviii fou notablement ampliada amb la incorporació de nous centres de producció. La necessitat de la provisió de draps per als molins paperers de Catalunya motivà la prohibició d'exportar aquella primera matèria mitjançant la publicació d'una reial ordre datada l'any 1728. En conseqüència es confeccionà una llista de molins paperers catalans. A la conca del Ripoll, s'esmenten dos casals paperers a Ripollet i un altre a Barberà, especialitzats en la fabricació de paper d'estrassa.
La primera notícia documentada d'aquest molí data del 19 de febrer de 1755, quan Josep Galceran de Pinós, marquès de Barberà, atorgava establiment emfitèutic a favor del doctor Antoni Font i Cerveró de la facultat de prendre l'aigua del Ripoll, tant per regar com per construir un molí de blat o paperer.
Sembla que l'edifici actual es va edificar al final del segle xviii. El 1790, Francesc Capalà i Vidal (que el 1770 havia comprat el molí de les Tres Creus de Sabadell) comprà un molí conegut fins aleshores com a molí de n'Albareda. El 1806 el va arrendar el blanquer de Barcelona Josep Baladia (o Valadia) i Masferrer, emparentat amb grans fabricants de paper de fumar.
Consta que el 1807 també hi havia una fàbrica de cotó i, el 1834, un assortiment. El 1835 s'hi va establir el fabricant de paper Agustí Albareda i Clos. Des del final del segle xix i fins al 1921, fou explotat per la societat Roqueta-Arnella, que hi fabricava paper gris. Entre 1922 i 1946 s'hi va establir la societat Jaume Argelich i Cia, i del 1946 fins al 1960, Jaume Argelich tot sol. Entre 1960 i 1980 hi treballà Molver, indústria de Manuel Carbonell i Tort, del ram tèxtil. Des d'aleshores, el molí està en desús i es va deteriorant dia a dia.

## Descripció
És un molí paperer situat al mig d'un prat al marge dret del riu Ripoll, prop de la masia de Ca n'Ermengol. Construït en pedra a còdols i totxana i recobert tot amb un arrebossat, consta d'una nau longitudinal distribuïda en tres plantes i coberta a doble vessant. Té poques obertures a la planta baixa en comparació amb les dues plantes superiors, on hi ha un total de 23 obertures petites que permetien l'assecat del material que s'hi estenia.